# Паоло Бертолуччі
Паоло Бертолуччі (італ. Paolo Bertolucci; нар. 3 серпня 1951) — колишній італійський тенісист.
Найвищу одиночну позицію світового рейтингу — 12 місце досяг 23 серпня 1973, парну — 27 місце — 24 березня 1980 року.
Здобув 6 одиночних та 12 парних титулів.
Найвищим досягненням на турнірах Великого шолома був чвертьфінал в одиночному розряді.
Завершив кар'єру 1983 року.

## Фінали за кар'єру

### Одиночний розряд: 12 (6–6)
| Результат | Ранг | Дата     | Турнір             | Покриття  | Суперник           | Рахунок                  |
| --------- | ---- | -------- | ------------------ | --------- | ------------------ | ------------------------ |
| Поразка   | 1.   | Тра 1974 | Флоренція, Італія  | Ґрунт     | Адріано Панатта    | 3–6, 1–6                 |
| Поразка   | 2.   | Тра 1974 | Борнмут, Англія    | Ґрунт     | Іліє Настасе       | 1–6, 3–6, 2–6            |
| Перемога  | 1.   | Тра 1975 | Флоренція, Італія  | Ґрунт     | Жорж Говен         | 6–3, 6–4                 |
| Перемога  | 2.   | Кві 1976 | Барселона, Іспанія | Ґрунт     | Кукі Дзюн          | 6–1, 3–6, 6–1, 7–6       |
| Перемога  | 3.   | Тра 1976 | Флоренція, Італія  | Ґрунт     | Патрік Пруазі      | 6–7, 2–6, 6–3, 6–2, 10–8 |
| Перемога  | 4.   | Кві 1977 | Флоренція, Італія  | Ґрунт     | Джон Фівер         | 6–4, 6–1, 7–5            |
| Перемога  | 5.   | Тра 1977 | Гамбург, Німеччина | Ґрунт     | Мануель Орантес    | 6–3, 4–6, 6–2, 6–3       |
| Перемога  | 6.   | Чер 1977 | Берлін, Німеччина  | Ґрунт     | Їржі Гржебець      | 6–4, 5–7, 4–6, 6–2, 6–4  |
| Поразка   | 3.   | Вер 1978 | Борнмут, Англія    | Ґрунт     | Хосе Їгерас        | 2–6, 1–6, 3–6            |
| Поразка   | 4.   | Бер 1980 | Каїр, Єгипет       | Ґрунт     | Коррадо Барадзутті | 4–6, 0–6                 |
| Поразка   | 5.   | Лис 1980 | Болонья, Італія    | Килим (i) | Томаш Шмід         | 5–7, 2–6                 |
| Поразка   | 6.   | Чер 1981 | Венеція, Італія    | Ґрунт     | Маріо Мартінес     | 4–6, 4–6                 |

### Парний розряд: 19 (12–7)
| Результат | Ранг | Дата     | Турнір                  | Покриття   | Партнер            | Суперники                          | Рахунок                 |
| --------- | ---- | -------- | ----------------------- | ---------- | ------------------ | ---------------------------------- | ----------------------- |
| Перемога  | 1.   | Кві 1973 | Флоренція, Італія       | Ґрунт      | Адріано Панатта    | Хуан Хісберт Іліє Настасе          | 6–3, 6–4                |
| Перемога  | 2.   | Тра 1974 | Флоренція, Італія       | Ґрунт      | Адріано Панатта    | Роберт Мацхан Балаж Тароці         | 6–3, 3–6, 6–4           |
| Поразка   | 1.   | Тра 1974 | Борнмут, Англія         | Ґрунт      | Коррадо Барадзутті | Хуан Хісберт Іліє Настасе          | 4–6, 2–6, 0–6           |
| Перемога  | 3.   | Лип 1974 | Swedish Open, Швеція    | Ґрунт      | Адріано Панатта    | Ове Нільс Бенгтсон Б'єрн Борг      | 3–6, 6–2, 6–4           |
| Поразка   | 2.   | Січ 1975 | Ричмонд, США            | Килим      | Адріано Панатта    | Ганс Кері Фред Макнеер             | 6–7(6–8), 7–5, 6–7(6–8) |
| Перемога  | 4.   | Лют 1975 | Болонья, Італія         | Килим (i)  | Адріано Панатта    | Артур Еш Том Оккер                 | 6–3, 3–6, 6–3           |
| Поразка   | 3.   | Лют 1975 | Барселона, Іспанія      | Килим (i)  | Адріано Панатта    | Артур Еш Том Оккер                 | 5–7, 1–6                |
| Перемога  | 5.   | Бер 1975 | Лондон, Англія          | Килим (i)  | Адріано Панатта    | Юрген Фассбендер Ганс-Юрген Поманн | 6–3, 6–4                |
| Перемога  | 6.   | Лип 1975 | Кіцбюель, Австрія       | Ґрунт      | Адріано Панатта    | Патріс Домінгес Франсуа Жоффре     | 6–2, 6–2, 7–6           |
| Перемога  | 7.   | Лис 1975 | Буенос-Айрес, Аргентина | Ґрунт      | Адріано Панатта    | Юрген Фассбендер Юрґен Поманн      | 7–6, 6–7, 6–4           |
| Поразка   | 4.   | Лип 1976 | Гштад, Швейцарія        | Ґрунт      | Адріано Панатта    | Юрген Фассбендер Юрґен Поманн      | 5–7, 3–6, 3–6           |
| Перемога  | 8.   | Тра 1979 | Флоренція, Італія       | Ґрунт      | Адріано Панатта    | Іван Лендл Павел Сложил            | 6–4, 6–3                |
| Перемога  | 9.   | Жов 1979 | Барселона, Іспанія      | Ґрунт      | Адріано Панатта    | Карлус Кірмайр Кассіу Мотта        | 6–4, 6–3                |
| Перемога  | 10.  | Бер 1980 | Монте-Карло, Монако     | Ґрунт      | Адріано Панатта    | Вітас Ґерулайтіс Джон Макінрой     | 6–2, 5–7, 6–3           |
| Поразка   | 5.   | Тра 1980 | Флоренція, Італія       | Ґрунт      | Адріано Панатта    | Джін Меєр Рауль Рамірес            | 1–6, 4–6                |
| Перемога  | 11.  | Жов 1980 | Париж, Франція          | Тверде (i) | Адріано Панатта    | Браян Готтфрід Реймонд Мур         | 6–4, 6–4                |
| Поразка   | 6.   | Бер 1981 | Каїр, Єгипет            | Ґрунт      | Джанні Оклеппо     | Ісмаїл Ель-Шафей Балаж Тароці      | 7–6, 3–6, 1–6           |
| Поразка   | 7.   | Тра 1981 | Флоренція, Італія       | Ґрунт      | Адріано Панатта    | Рауль Рамірес Павел Сложил         | 3–6, 6–3, 3–6           |
| Перемога  | 12.  | Тра 1982 | Флоренція, Італія       | Ґрунт      | Адріано Панатта    | Семмі Джаммалва Тоні Джаммалва     | 7–6, 6–1                |